# محمدحسین کبادی
محمدحسین کبادی متولد تهران، شناگر پروژه شنای طول خلیج فارس از امدادگران و جزو نیروهای واکنش سریع جمعیت هلال احمر ایران است. وی مسافت یک هزار و ۵۰ کیلومتری خلیج فارس را با هماهنگی جمعیت هلال احمر از استان هرمزگان شروع و در مدت ۸۵ روز تا اروندکنار در استان خوزستان شنا کرد.
کبادی این مسیر را با لباس غواصی، فین و در بعضی از قسمت‌های مسیر داخل محفظه ضد کوسه شنا کرد و در ۲۳ اسفند ۱۳۹۰ مسیر ۱۰۵۰ کیلومتری را در ۸۵ روز به پایان رسانید.
محمد کبادی با شنای مسافت ۱۰۵۰کیلومتری توانست دو رکورد نادر در تاریخ شنای جهان ثبت نماید: ۱- رکورد سریع و طولانی‌ترین مسافت شنا در آبهای آزاد جهان با شنای طول خلیج فارس و ثبت در کتاب گینس ۲- رکورد اولین انسانی که در طول تاریخ توانسته مسافت بالای ۱۰۰۰کیلومتر را شنانماید- ثبت در سازمان آبهای آزاد جهان در ایالات متحده آمریکا
روز پنجشنبه ۱۴ اردیبهشت به همت هلال احمر مراسمی برگزار شد و از محمد حسین کبادی و مجید انتظامی به عنوان سفیران صلح و نوعدوستی توسط رئیس‌جمهور تقدیر شد.
پروژه شنای طول خلیج فارس از ۲۸ آذرماه ۱۳۹۰ از جزیره هرمز آغاز شد و نقطه پایانی آن نیز اروندکنار در استان خوزستان بود. این پروژه با شعار خلیج تا ابد فارس و پیام صلح و انسان دوستی مردم ایران در مدت ۸۵ روز انجام شد.

## پیشنهاد امارات
امارات متحده عربی برای اینکه این پروژه در مرز آبی این کشور اجرا شود مبلغ ۲/۵ میلیون دلار، بورسیه تحصیلی و اقامت در آمریکا را به وی پیشنهاد داده بودند که وی این پیشنهاد را رد کرده‌است.